# 威爾可合唱團
威爾可合唱團（英語：Wilco），美國另類搖滾樂團，來自伊利諾州芝加哥，1994年由原另類鄉村樂團Uncle Tupelo成員，在傑伊・法拉離團後成立。樂團成員包含主唱兼吉他手傑夫・特維迪、貝斯手約翰・史提拉特、鼓手格倫・寇奇、吉他手尼爾斯・克萊恩、吉他手兼鍵盤手派特・桑索和鍵盤手麥可・喬根森。陣容在前十年歷經多次改變，只有主唱和貝斯手是創始成員。威爾可合唱團的作品包括：十張錄音室專輯、一張現場專輯以及四張合作專輯。
威爾可合唱團以首張專輯的另類鄉村風格為始，並融入另類搖滾和民謠搖滾。加入實驗元素的第四張專輯《洋基飯店的狐步舞曲》是他們首次獲得廣泛迴響的專輯，也名列2000年代最佳專輯之一。

## 外部連結
- 官方网站
- 威爾可合唱團在Allmusic上的頁面
- 威爾可合唱團 （页面存档备份，存于）的滾石雜誌網頁